# Seregno Foot-Ball Club 1976-1977
Questa voce raccoglie le informazioni riguardanti il Seregno Foot-Ball Club nelle competizioni ufficiali della stagione 1976-1977.

## Rosa
| N. |                   | Ruolo | Calciatore          |
| -- | ----------------- | ----- | ------------------- |
|    | Italia (bandiera) | A     | Arturo Ballabio     |
|    | Italia (bandiera) | P     | Nello Banfi         |
|    | Italia (bandiera) | D     | Giuseppe Beretta    |
|    | Italia (bandiera) | C     | Walter Bonati       |
|    | Italia (bandiera) | A     | Virginio Canzi      |
|    | Italia (bandiera) | P     | Alberto Dal Molin   |
|    | Italia (bandiera) | D     | Roberto Dorini      |
|    | Italia (bandiera) | C     | Vittore Erba        |
|    | Italia (bandiera) | D     | Alvaro Facoetti     |
|    | Italia (bandiera) | D     | Giovanni Galimberti |
|    | Italia (bandiera) |       | E. Grassi           |

| N. |                   | Ruolo | Calciatore        |
| -- | ----------------- | ----- | ----------------- |
|    | Italia (bandiera) | A     | Osvaldo Moralli   |
|    | Italia (bandiera) | C     | Pietro Noris      |
|    | Italia (bandiera) | A     | Giacomo Paolillo  |
|    | Italia (bandiera) | C     | Giuseppe Pillon   |
|    | Italia (bandiera) | C     | Reno Saibene      |
|    | Italia (bandiera) | C     | Bruno Sesani      |
|    | Italia (bandiera) | C     | Leopoldo Solbiati |
|    | Italia (bandiera) | P     | Carlo Spreafico   |
|    | Italia (bandiera) | A     | Augusto Vanazzi   |
|    | Italia (bandiera) | D     | Rodolfo Ventura   |
|    | Italia (bandiera) | D     | Giulio Zignoli    |